# Klassenraumsystem
Das Klassenraumsystem (auch Klassenraumprinzip, Schülerraumsystem, Schülerraumprinzip) steht im Gegensatz zum Lehrerraumsystem. Dabei wird jeder Klasse ein bestimmter Raum innerhalb des Schulgebäudes zugewiesen, den diese in der Regel von der 1.–4. oder 5.–10. Klasse bis in die Oberstufe beibehält.
Im Gegensatz zum Lehrerraumsystem, bei dem die Klassen den Raum wechseln, haben die Lehrer im Klassenraumsystem die Aufgabe, zwischen den Stunden den Raum zu wechseln.
Jeglicher Unterricht im Klassenverband – außer Unterricht in speziellen Fachräumen wie Sport- und Chemieunterricht – findet in dem der Klasse zugewiesenen Klassenraum statt.
Dieses System wird oft in Grundschulen und Weiterführenden Schulen angewendet.